# Le Progrès saint-affricain
Ne doit pas être confondu avec Le Saint-Affricain.
Le Progrès saint-affricain est un journal hebdomadaire traitant de l'actualité locale du Sud-Aveyron depuis 1910.

## Présentation
Il est imprimé en couleur au format berlinois et coûte 1,60 euro. L'abonnement duo (papier + numérique offert) est de 74 euros pour l'année. L'abonnement numérique est de 59 euros pour l'année.